# Ethopolys californicus
Ethopolys californicus är en mångfotingart som först beskrevs av Daday 1889.  Ethopolys californicus ingår i släktet Ethopolys och familjen stenkrypare. Inga underarter finns listade i Catalogue of Life.